# Partamona vicina
Partamona vicina là một loài Hymenoptera trong họ Apidae. Loài này được Camargo mô tả khoa học năm 1980.